# Reno County
Reno County är ett administrativt område i delstaten Kansas, USA. År 2010 hade countyt 64 511 invånare. Den administrativa huvudorten (county seat) är Hutchinson. 

## Geografi
Enligt United States Census Bureau har countyt en total area på 3 293 km². 3 249 km² av den arean är land och 44 km² är vatten.

### Angränsande countyn
- Rice County - norr
- McPherson County - nordost
- Harvey County - öst
- Sedgwick County - sydost
- Kingman County - söder
- Pratt County - sydväst
- Stafford County - väst

### Orter
- Abbyville
- Arlington
- Buhler
- Haven
- Hutchinson (huvudort)
- Langdon
- Nickerson
- Partridge
- Plevna
- Pretty Prairie
- South Hutchinson
- Sylvia
- Turon
- Willowbrook
- Yoder